# بني يوسف (بني خالد)
بني يوسف هو دُوَّار يقع بجماعة تفرسيت، إقليم الدريوش، جهة الشرق في المملكة المغربية. ينتمي الدوّار لمشيخة بني خالد التي تضم 6 دواوير. يقدر عدد سكانه بـ 962 نسمة حسب الإحصاء الرسمي للسكان والسكنى لسنة 2004.

## روابط خارجية
- البوابة الوطنية للجماعات الترابية نسخة محفوظة 12 مارس 2018 على موقع واي باك مشين.
- المندوبية السامية للتخطيط